# 杨高中路站
杨高中路站位于中华人民共和国上海市浦东新区杨高中路与民生路交叉口，是上海地铁9号线与18号线的地铁换乘站，9号线部分于2010年4月7日启用，18号线部分于2021年12月30日启用。

## 车站構造

### 站台配置
| 地面层   | 出入口             | 1、3-8出入口                     |  |  |
| 地下一层 | 9号线站厅          | 票务服务、自动售票机、人工服务台 |  |  |
|          | 18号线站厅         | 票务服务、自动售票机、人工服务台 |  |  |
| 地下二层 | ①站台              | █ 9号线 往上海松江站（世纪大道） |  |  |
|          | 岛式站台，左侧开门 |                                  |  |  |
|          | ②站台              | █ 9号线 往曹路（芳甸路）         |  |  |
| 地下三层 | ④站台              | █ 18号线 往长江南路（民生路）    |  |  |
|          | 岛式站台，左侧开门 |                                  |  |  |
|          | ③站台              | █ 18号线 往航头（迎春路）        |  |  |

## 车站出口
杨高中路站目前开放7个出入口，其中1、3-4号口连通9号线站厅，5-8号口连通18号线站厅，各出入口如下所示：
| 出口编号            | 出口指示         | 照片           |
| 连通 9号线站厅      | 连通 9号线站厅   | 连通 9号线站厅 |
| ------------------- | ---------------- | -------------- |
| 1 · 出口 · （设有） | 杨高中路         |                |
| 3 · 出口            | 民生路，杨高中路 |                |
| 4 · 出口            | 杨高中路，民生路 |                |
| 连通 18号线站厅     |                  |                |
| 5 · 出口            | 民生路，杨高中路 |                |
| 6 · 出口 · （设有） | 民生路，丁香路   |                |
| 7 · 出口            | 民生路           |                |
| 8 · 出口            | 民生路           |                |
| 图例： 设有         |                  |                |

## 公交换乘
181、609、638、775、794、983、984、987、995、隧道三线、花木1路